# Elinostola agriodes
Elinostola agriodes är en fjärilsart som beskrevs av Edward Meyrick 1921. Elinostola agriodes ingår i släktet Elinostola och familjen säckspinnare. Inga underarter finns listade i Catalogue of Life.